# جانيت نوبل
جانيت نوبل (بالإنجليزية: Janet Noble)‏ هي كاتبة مسرحية وكاتِبة أمريكية، ولدت في 4 مارس 1940.